# Rodolfo Choperena
Rodolfo Choperena Irizarri (Città del Messico, 11 febbraio 1905 – Città del Messico, 19 luglio 1969) è stato un cestista messicano.

## Carriera
Ha vinto la medaglia di bronzo con il Messico alle Olimpiadi di Berlino 1936, giocando due partite.